# The Farm (banda)
The Farm es una banda británica proveniente de Liverpool. Se hizo conocido por su éxito "All Together Now" de 1990.

## Trayectoria
La banda se formó a inicios de 1983 por Peter Hooton, Steve Grimes, John Melvin y Andrew John "Andy" McVann, quien murió en una persecución policial el 1 de octubre de 1986 a los 21 años.
Su primera canción en alcanzar los primeros lugares en el UK Singles Chart fue "Groovy Train", que llegó al top 10 en septiembre de 1990. A finales de noviembre de ese año lanzaron su más famosa canción, "All Together Now", que instanáneamente se convirtió en un éxito y alcanzando el tercer lugar en las listas en diciembre. En medio de todo esta popularidad es que su álbum Spartacus alcanzó el número 1 en Reino Unido el año siguiente. Sin embargo, este éxito tuvo corta vida, y su primer sencillo para una mayor discográfica, Sony Records, "Love See No Colour" (1992), no logró buenos resultados.

## Discografía

### Álbumes de estudio
- Pastures Old and New (1986)
- Spartacus (1991) No. 1 (UK), No. 45 (NED), No. 37 (SWI).
- Love See No Colour (1992)
- Hullabaloo (1994)

### Sencillos
| Año  | Sencillo                                                    | Posición máxima alcanzada | Posición máxima alcanzada | Posición máxima alcanzada | Posición máxima alcanzada | Álbum                |
| Año  | Sencillo                                                    | UK                        | NED                       | SWI                       | US Mod                    | Álbum                |
| ---- | ----------------------------------------------------------- | ------------------------- | ------------------------- | ------------------------- | ------------------------- | -------------------- |
| 1984 | "Hearts and Minds"                                          | –                         | –                         | –                         | –                         | Pastures Old and New |
| 1985 | "Steps of Emotion"                                          | –                         | –                         | –                         | –                         | Pastures Old and New |
| 1986 | "Some People"                                               | –                         | –                         | –                         | –                         | Pastures Old and New |
| 1989 | "Body and Soul"                                             | –                         | –                         | –                         | –                         |                      |
| 1990 | "Stepping Stone" / "Family of Man"                          | 58                        | –                         | –                         | –                         |                      |
| 1990 | "Groovy Train"                                              | 6                         | 41                        | –                         | 15                        | Spartacus            |
| 1990 | "All Together Now"                                          | 4                         | 9                         | 18                        | 7                         | Spartacus            |
| 1991 | "Sinful! (Scary Jiggin' con Doctor Love)" (with Pete Wylie) | 28                        | –                         | –                         | –                         |                      |
| 1991 | "Don't Let Me Down"                                         | 36                        | –                         | –                         | –                         | Spartacus            |
| 1991 | "Mind"                                                      | 31                        | –                         | –                         | –                         | Love See No Colour   |
| 1992 | "Love See No Colour"                                        | 58                        | –                         | –                         | 30                        | Love See No Colour   |
| 1992 | "Rising Sun"                                                | 48                        | –                         | –                         | –                         | Love See No Colour   |
| 1992 | "Don't You Want Me"                                         | 18                        | –                         | –                         | –                         | Love See No Colour   |
| 1992 | "Love See No Colour" (remix)                                | 35                        | –                         | –                         | –                         | Love See No Colour   |
| 1994 | "Messiah"                                                   | –                         | –                         | –                         | –                         | Hullabaloo           |
| 1994 | "Comfort"                                                   | –                         | –                         | –                         | –                         | Hullabaloo           |
| 1995 | "All Together Now" (versión Everton, FA Cup 1994-95 )       | 24                        | –                         | –                         | –                         |                      |
| 2004 | "All Together Now 2004" (feat. SFX Boys Choir)              | 5                         | –                         | –                         | –                         |                      |